# Eduard Charlemont

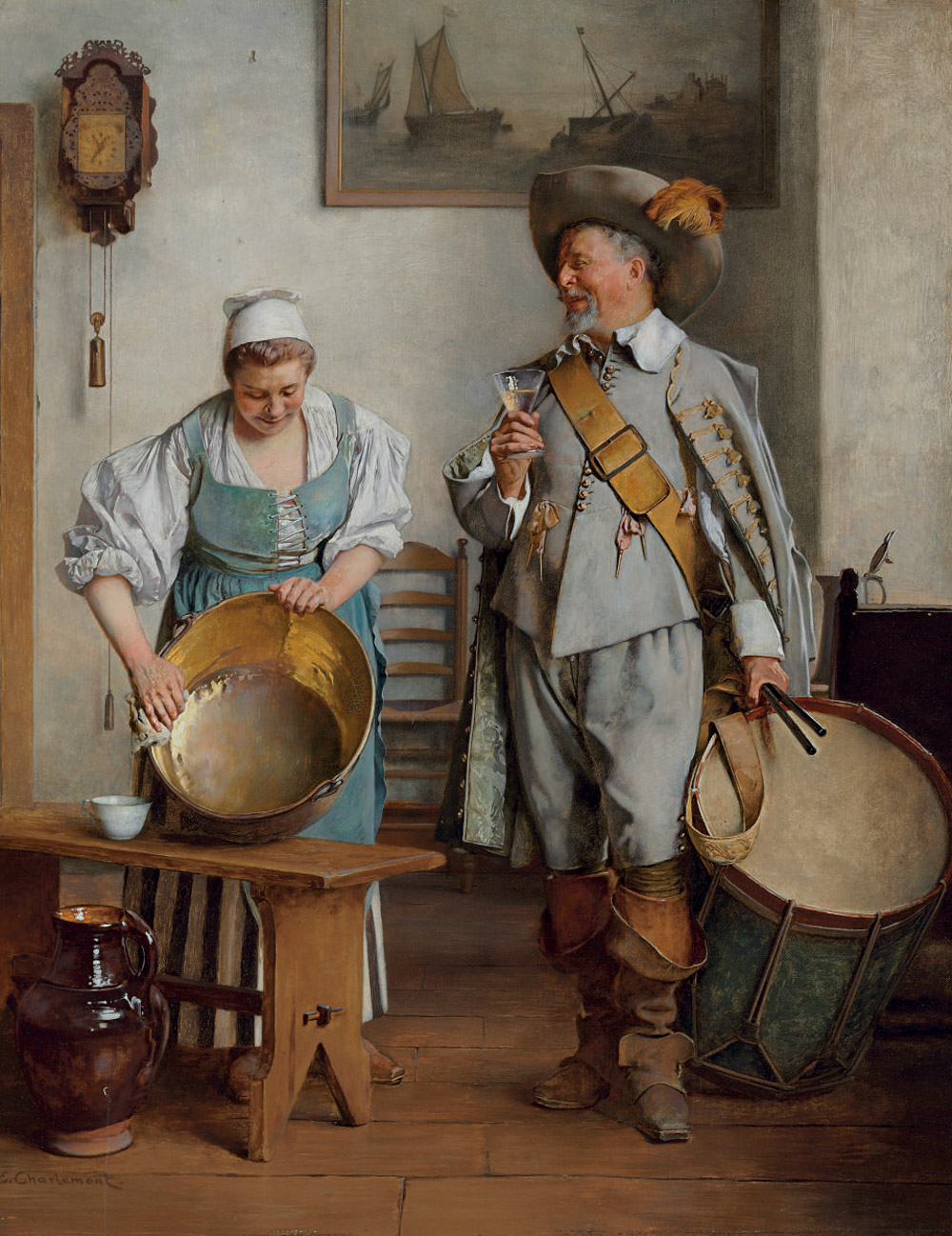
A Drink for the Drummer (1889)

Eduard Charlemont (* 2. August 1848 in Wien; † 7. Februar 1906 ebenda) war ein österreichischer Porträt- und Genremaler.

## Leben
Eduard war der Sohn des Miniaturmalers Matthias Adolf Charlemont und der Bruder von Hugo Charlemont (1850–1939) und Theodor Charlemont (1859–1938). Er arbeitete ab 1870 im Atelier von Hans Makart. Während eines mehrjährigen Parisaufenthalts wurde er besonders von Ernest Meissonier beeinflusst. Er wurde in einem ehrenhalber gewidmeten Grab auf dem  Wiener Zentralfriedhof bestattet.
Charlemont malte für das Foyer des Wiener Burgtheaters drei je 18 m lange Deckenbilder.